# Товтри (село)
Товтри́ — село в Україні, у Вікнянській сільській громаді Чернівецького району Чернівецької області.

## Географія
Село «Товтри» розташоване на відстані трьох кілометрів на північ від міста Заставни.
У селі розташований заказник загальнодержавного значення — Товтрівська стінка.

## Історія
У 1551 році село Товтри вперше згадується в торговельному документі, як уже розвинене буковинське поселення. Археологічні розкопки свідчать, що територію, на якій розміщені сучасні Товтри, заселяли ще в незапам'ятні часи. Полювання на диких тварин було головним заняттям того часу.
З 1991 року в складі незалежної України.
15 лютого 2019 року релігійна громада УПЦ МП проголосувала за перехід до Православної церкви України.

## Населення
Згідно з переписом УРСР 1989 року чисельність наявного населення села становила 1856 осіб, з яких 829 чоловіків та 1027 жінок.
За переписом населення України 2001 року в селі мешкало 1758 осіб.

### Мова
Розподіл населення за рідною мовою за даними перепису 2001 року:
| Мова       | Відсоток |
| ---------- | -------- |
| українська | 99,60 %  |
| російська  | 0,34 %   |
| румунська  | 0,06 %   |

### Перепис населення Румунії 1930
Національний склад населення за даними перепису 1930 року у Румунії:
| Національність | Кількість осіб | Відсоток |
| -------------- | -------------- | -------- |
| українці       | 1957           | 95,18 %  |
| євреї          | 80             | 3,89 %   |
| поляки         | 15             | 0,73 %   |
| румуни         | 4              | 0,19 %   |

Мовний склад населення за даними перепису 1930 року:
| Мова       | Кількість осіб | Відсоток |
| ---------- | -------------- | -------- |
| українська | 1957           | 95,18 %  |
| їдиш       | 71             | 3,45 %   |
| польська   | 15             | 0,73 %   |
| румунська  | 4              | 0,19 %   |
| не вказали | 7              | 0,34 %   |

## Відомі люди
- Січковський Георгій Євгенович (*10.10.1924 — 30.03.1998, м. Чернівці) — співак (бас-профундо). Заслужений артист УРСР (1973).- Нагороджений Почесною Грамотою Президії Верховної Ради УРСР (1965), медаллю «За доблесну працю» (1970). Номінант енциклопедичного видання «Видатні діячі культури і мистецтв Буковини» — Чернівці: Книги — ХХІ, 2010. — Вип. І. — С. 108. — ISBN 978-966-2147-82-7.
- У селі помер Василь Ферлієвич, український письменник.